# 鱼型链球菌
鱼型链球菌（Streptococcus iniae）又稱海豚鏈球菌，是属于鏈球菌屬的一种革蘭氏陽性球形细菌。鱼型链球菌自20世纪70年代从亚马逊淡水豚中分离出来后，該細菌已成为全球水产养殖业的常見病原体，每年造成的损失超过1亿美元。全世界至少有27种养殖或野生鱼感染鱼型链球菌。罗非鱼、紅擬石首魚、杂交条纹鲈鱼和虹鱒等淡水和海水鱼都是容易感染該細菌的鱼种。這些魚感染鱼型链球菌後會出現腦膜腦炎、皮肤病变和敗血症等疾病。人类偶爾也會感染該病菌，並出現敗血症、毒性休克症候群、蜂窩組織炎、椎間盤炎或心内膜炎等疾病。